# Pagano da Rho
Pagano da Rho (Paganus Raudensis; fl. XV secolo) è stato un miniaturista e copista italiano.
Fu tra gli scrivani che operarono alla corte di Francesco Sforza, duca di Milano, tra il 1440 e il 1468.
Applicò le sue doti da copista per trascrivere opere di autori classici e di un poeta molto noto all'epoca, Francesco Filefo. Pagano aveva un'abitudine particolare, unica tra gli altri suoi colleghi, egli infatti firmava e datava le sue opere, ciò gli ha permesso di essere ricordato e riconosciuto nei secoli. Dopo la morte di Francesco Sforza, avvenuta nel 1468, si trasferì e ricoprì il ruolo di bibliotecario presso la corte del conte Pietro Latti, feudatario di Montorio in Sabina.
A lui vengono attribuiti i 22 manoscritti conservati presso biblioteche di Milano, Firenze, Città del Vaticano, Bruxelles, Leida, Parigi, Londra, Valencia e Chicago. Il più noto di questi manoscritti è il De pratica seu arte tripudii, prezioso trattato di danza conservato presso la Biblioteca nazionale di Francia a Parigi; l'opera descrive dettagliatamente gli usi e i costumi dell'aristocrazia rinascimentale, ove il ballo era elemento fondamentale nell'educazione dei giovani rampolli nobili, i quali dovevano essere sempre preparati per partecipare alle feste nobiliari.